# Fondation internationale d'arts et littératures érotiques
La Fondation internationale d'arts et littératures érotiques (F.I.N.A.L.E) est une fondation à but non lucratif et culturelle. Elle a été créée à Lausanne le 12 décembre 1996,,. La fondation « est le seul lieu dans le monde francophone qui archive de l'érotisme ».

## Projet
La Fondation a pour but de « réunir les créations inspirées par l’érotisme, sous forme d’écrits, d’œuvres d’art, d’objets ou de divers supports. La Fondation désire être un centre de documentation et de conservation des expressions érotiques et des comportements amoureux. » d'après Michel Froidevaux, directeur de la fondation, dans un entretien avec littérature-romande.net.
« L’idée est de ne pas filtrer, de ne pas s’ériger en arbitre des élégances ou des inélégances. Le domaine de l’éros est au carrefour de toutes sortes de recherches, de la médecine à l’ethnologie, en passant par la mode, la danse, le cinéma, la photo. ».

## Collections
Les collections peuvent être consultées aux heures d'ouverture. Certains ouvrages sont aussi visibles à la Bibliothèque cantonale et universitaire - Lausanne.

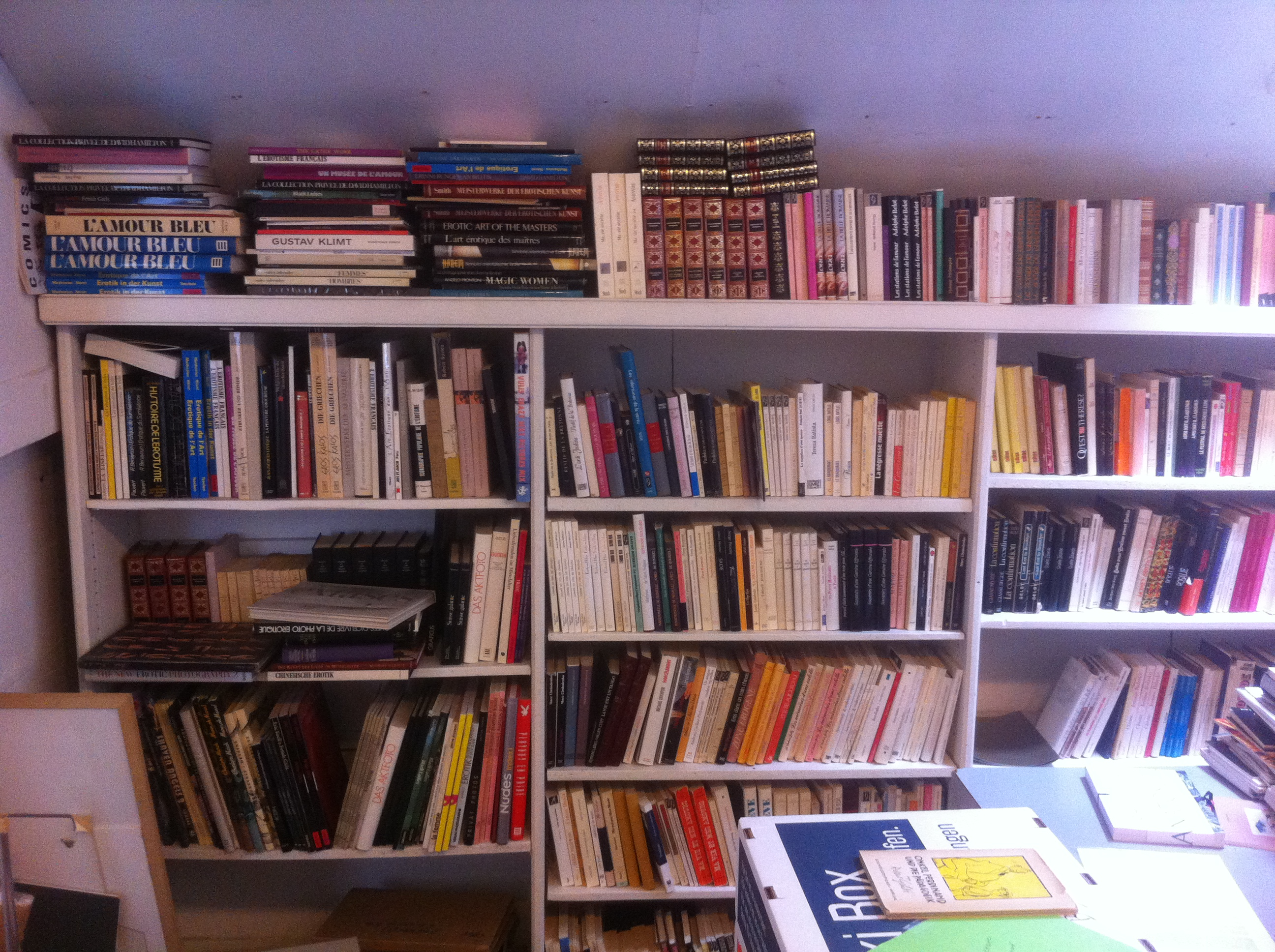
Une partie des archives.

### Livres
La Fondation compte une bibliothèque de plus de 16 406 livres au 15 octobre 2014, dont des romans, récits, essais, poésies, photographies, bande dessinées, traités.
Ceux-ci sont référencés sur le site internet de la fondation.

### Ex-Libris
La collection se monte à un total de 5 000 ex-libris.

### Affiches de cinéma
F.I.N.A.L.E dispose d'environ 500 affiches de films, ainsi que des photos d'exploitation.

### Filmothèque
Des milliers de films sont archivés : cassettes, DVD, et films Super-8.

### Revues / Magazines
F.I.N.A.L.E possède une multitude de publications pour adultes, revues de charmes, magazines érotiques, etc. En français et dans d'autres langues.
La collection de revues commence à la fin du XIXe jusqu'à l'époque actuelle.

### Œuvres d'art
La fondation possède de nombreuses œuvres d'art sous forme de dessins, gravures, peintures, sculptures, ainsi que des objets coquins et moult cartes postales.

## Collaborations
La fondation a par ailleurs, grâce à ses ouvrages, su se rendre utile à la réalisation du documentaire de la chaîne Planète "Chroniques de la mondaine".

### Expositions
Expositions avec la collaboration de la fondation :
- 2002 : Eros intime, l'art de l'ex-libris érotique au Musée historique de Lausanne[8],[9];
- 2005 : Eros intime, l'art de l'ex-libris érotique au Musée Félicien Rops de Namur[10];
- 2006 : Eros au féminin, à la galerie HumuS à Lausanne, et à la ferme du Manoir à Nyon[11];
- 2011 : Eros & Thanatos, au Musée-Château de Nyon[12],[13];
- 2013 : Marcel Vidoudez, mon premier fruit, au Musée historique de Lausanne[14],[15],[16];
- 2014 : Eros Bacchus, l'amour et le vin au Musée-Château d'Aigle[17],[18];
- 2016 : Eros indéfiniment, exposition des 20 ans de la fondation à la galerie HumuS[19];
- 2017 : Fissure de la censure; Autour de Martin Van Maele (1863-1926)[20];

### Livres
Les livres suivant ont été édités en collaboration avec la fondation :

#### Collection Eros Singulier
- Marthe de Sainte-Anne  (ISBN 978-2-940127-57-3);
- Le curé travesti  (ISBN 978-2-940127-55-9);
- L'aviateur fétichiste  (ISBN 978-2-940127-56-6);

#### Collection Ex-libris érotique
- Eros & Thanatos Vol. I  (ISBN 978-2-940127-60-3);
- Eros & Thanatos Vol. II  (ISBN 978-2-940127-61-0) (OCLC 826288422);
- Les couleurs d'une estampe  (ISBN 978-2-9700535-1-4);
- Eros Intime, l'art de l'ex-libris érotique  (ISBN 2-940127-28-X);

#### Par auteur
- Eros secret, Véronique Willemin  (ISBN 2-940127-37-9), 2006;
- Almanach de tous les Seints, Véronique Willemin  (ISBN 978-2-940127-66-5), 2012;

#### Études de la fondation F.I.N.A.L.E
En co-édition avec la Bibliothèque municipale de Lausanne
- Cahiers de chairs: bibliographie annuelle d'érotisme I  (ISBN 2-940276-00-5), 1999;
- Cahiers de chairs: bibliographie annuelle d'érotisme II, 2000;

#### Autres
- Catalogue Eros Bacchus, l'amour et le vin  (ISBN 978-2-940127-73-3), 2014;
- Perles d'Éros  (ISBN 978-2940127221), 2010[21];
- Eros, indéfiniment,  (ISBN 978-2-940127-83-2), 2016;

### HumuS
F.I.N.A.L.E collabore également étroitement avec la maison d'édition HumuS, qui comprend aussi une galerie et une librairie.

## Composition du conseil
- Michel Froidevaux - Président
- Pierre-Yves Lador - Secrétaire

F.I.N.A.L.E. est au registre du commerce de l'état de Vaud.

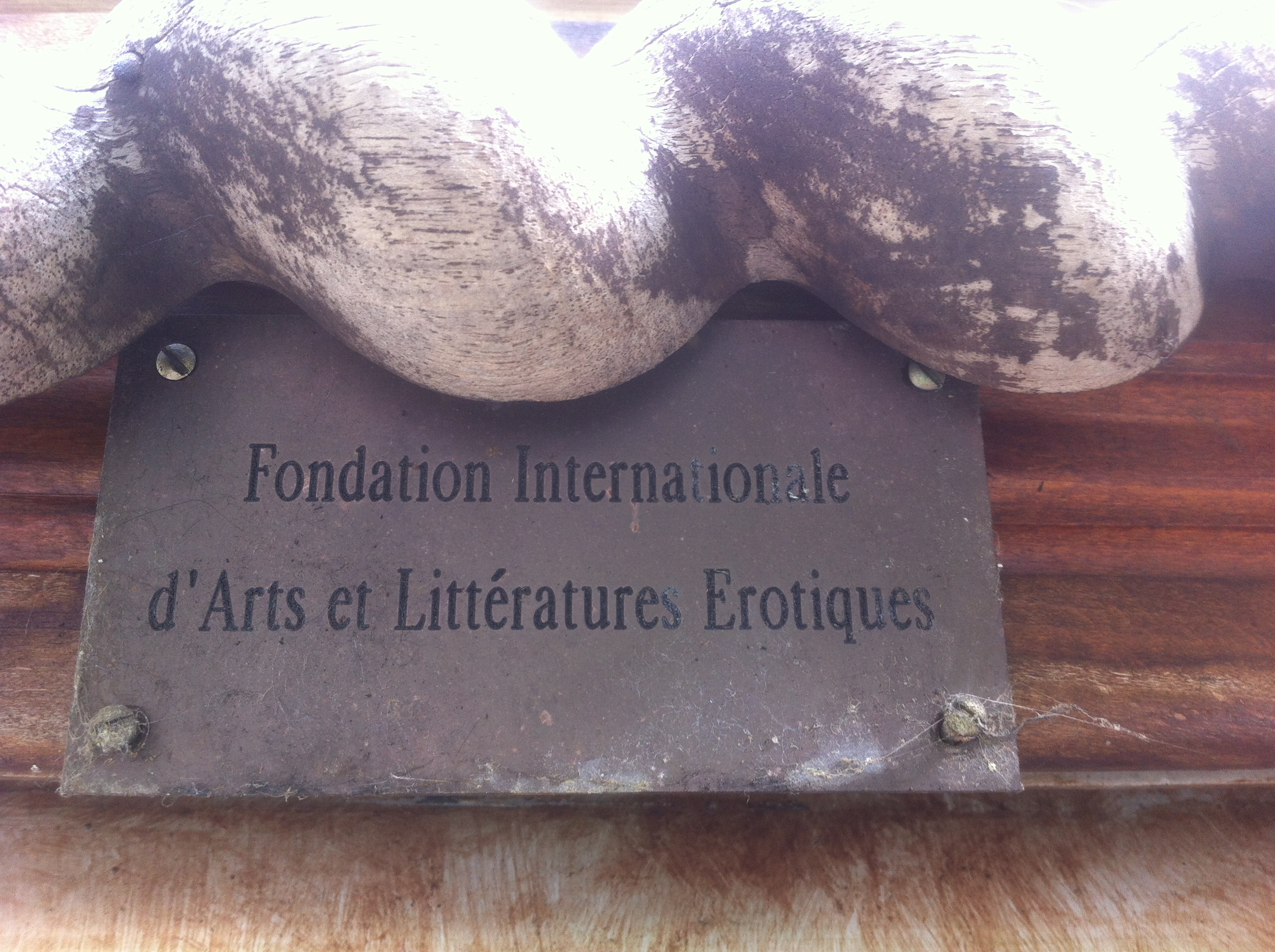
Plaquette à l'entrée de la fondation

## Localisation
La fondation se situe au 18 Bis de la rue des Terreaux, à Lausanne.
Elle est accessible par les lignes de Trolleybus, 1, 2, 4, 7, 8 et 9 et par les lignes de bus 16 et 17, entre les arrêts Bel-Air et Chauderon.